# Sean Sheehy
Sean Sheehy (Dublín, República de Irlanda, 29 de noviembre de 1951-28 de julio de 2025) fue un jugador y entrenador de fútbol irlandés que jugó en la posición de extremo.

## Carrera

### Jugador
| Periodo   | Club                             |
| --------- | -------------------------------- |
| 1970–1972 | Dundalk FC                       |
| 1972–1973 | Preston North End FC             |
| 1973      | → Huddersfield Town AFC (cedido) |
| 1973–1974 | Norwich City FC                  |
| 1974      | Dundee United FC                 |
| 1974      | Dalkey United AFC                |
| 1974–1975 | Bohemian FC                      |
| 1975–1977 | Dundalk FC                       |
| 1977–1978 | Thurles Town FC                  |
| 1978–1979 | Shelbourne FC                    |
| 1979      | Finn Harps FC                    |
| 1979      | Dunleary Celtic FC               |
| 1979–1981 | Thurles Town FC                  |

### Selección nacional
Sheehy fue seleccionado nacional a nivel de selecciones menores, jugó para la selección sub-20 en cuatro ocasiones y para la selección sub-23 jugó en dos ocasiones, en ambos casos fue en la década de los años 1970.

### Entrenador
Fue jugador-entrenador del Thurles Town FC de 1979 a 1981.

## Logros
- League of Ireland: 1974–75
- League of Ireland Cup: 1975